# Шаляпина, Людмила Федоровна
Людмила Федоровна Шаляпина (Вятчанина) (род. 08.02.1949) — советский и российский тренер по плаванию. Заслуженный тренер России (по плаванию). Заслуженный работник физической культуры Российской Федерации.
Тренер призёра Олимпийских игр, заслуженного мастера спорта России Аркадия Вятчанина, экс-чемпионки мира на короткой воде Анастасии Иваненко.

## Биография
Окончила в 1971 году  Кировский педагогический институт имени В. И. Ленина. Начинала в 1971 году тренерскую работу в Кирове, продолжила в 1983 году в Воркуте, где стала тренером в школе плавания во дворце спорта посёлка Цементнозаводской). Затем работала преподавателем и завучем в ДЮСШ «Олимпиец», старшим тренером-преподавателем ШВСМ (Воркута), являлась тренером сборной Центра спортивной подготовки сборных команд (Воркута), старшим тренером сборной Республики Коми по плаванию.

## Семья
Сын Денис, тоже тренер по плаванию.
Брат — Аркадий, заслуженный тренер России (2002).

## Награды
Заслуженный работник физической культуры РФ. Награждена медалью «Ветеран труда», нагрудным знаком «Отличник физической культуры и спорта».